# یوآن شائو
یوآن شائو (چینی:袁紹, ; درگذشته ۲۸ ژوئن ۲۰۲), با نام محترم بنچو (本初), یکی از جنگ سالاران دودمان هان در دوران پایانی حکومت این سلسله در کشور چین می‌باشد. خاندان یوآن یکی از مهم‌ترین خاندان‌های امپراتوری هان در اواخر عمر این امپراتوری بود که در چهار نسل مناصب لشکری و کشوری مهمی در اختیار داشت.

## خدمت به هو جین
در میانهٔ دههٔ ۱۸۰ میلادی، امپراتوری هان شاهد شورش‌هایی بود که عمدتاً از جامعهٔ دهقانی آغاز شدند و هدفشان سرنگونی سلسلهٔ هان بود. «لیو هونگ» که با عنوان امپراتور لینگ خوانده می‌شد، با بی کفایتی امور مملکتی را به خواجگان سپرده بود و هیچ توجهی به خواسته‌های مردم نداشت. در نتیجه دهقان‌ها دست به شورشی زدند که به نام «شورش دستار زردها» شناخته شده و امپراتوری را تا مرز نابودی پیش برد. با وجود این مشکلات، برادر ملکه هو «هو جین» که امور لشکر امپراتوری را دست داشت، به کمک فرماندهانی چون «لو ژی» و «هوآنگفو سانگ» توانست شورشیان را شکست داده و امپراتوری را نجات دهد.
بعد از شکست شورشیان، میان هو جین و خواجگان درگیری‌هایی رخ داد. هو جین معتقد بود که وضعیت نابسامان امپراتوری نتیجهٔ بی کفایتی خواجگانی است که امور دربار را در دست گرفته‌اند. این اختلافات دو حزب مخالف را در دربار امپراتوری به وجود آورد. نخست حزب ده ملازم، که متشکل از خواجگان بود و دوم حزب هو جین، که پیروان او را شامل می‌شد و اکثراً فرماندهان نظامی بودند. مهم‌ترین پیروان هو جین، یوآن شائو و سائو سائو بودند که از نوجوانی با یکدیگر دوستی داشتند. این اختلافات، به اختلاف بر سر جانشین امپراتور لینگ انجامید. هو جین و پیروانش معتقد بودند «لیو بیان» پسر ملکه هو باید جانشین شود؛ اما خواجگان که از قدرت‌گیری هو جین در سایهٔ خواهر زاده اش هراس داشتند، نظرشان «لیو شیه» پسر بانو وانگ، صیغهٔ امپراتور لینگ بود. هو جین ابتدا می‌کوشید خواهرش را قانع کند خواجگان را از دربار بیرون کند، اما خواجگان ملکه هو را تحت فرمان خود درآورده و چنین اجازه ای به او ندادند. در نتیجهٔ مجبور شد برای سرکوب خواجگان به روش نظامی متوسل شود. با مرگ امپراتور لینگ، جنگ قدرت آغاز شد. هو جین برای تمام فرماندهان نظامی امپراتوری نامه نوشت و از ایشان دعوت کرد در سرکوب خواجگان به او ملحق شوند. سائو سائو شدیداً با این کار مخالف بود، زیرا معتقد بود این کار باعث می‌شود برنامهٔ سرکوب به گوش خواجگان برسد. او نیروی نظامی پایتخت را برای سرکوب خواجگان کافی می‌دانست، اما هو جین سائو سائو را بی‌خرد خواند و کار خودش را کرد.
طبق پیش‌بینی سائو سائو، خبر برنامه‌های هو جین به گوش خواجگان رسید. ایشان با کمک «هو میائو» برادر هو جین و ملکه، هو جین را به جلسه ای فراخواندند. یوآن شائو و سائو سائو که نسبت به این جلسه بدبین بودند، هو جین را تا قصر همراهی کردند، اما خواجگان مانع ورود آن دو شده و هو جین تنهایی قدم به قصر گذاشت. در قصر شماری آدمکش که مزدور خواجگان بودند، هو جین را محاصره کرده و وِی را به قتل رساندند. سپس سرش را بریده و به بیرون از قصر، مقابل یوآن شائو و سائو سائو پرت کردند. این دو که چنین خطری را پیش‌بینی می‌کردند، سریعاً با نیروهای خود به قصر حمله کرده و کشتار عظیمی به پا کردند. در این کشتار، تمام خواجگان جز چند تن از سرانشان (که آنها نیز حین فرار از پایتخت کشته شدند) نابود شده و شیرازهٔ قدرت ایشان فروپاشید. اما با فرار لیو بیان که آن زمان امپراتور شناخته می‌شد، و برادرش لیو شیه به بیرون از پایتخت، نتیجه طور دیگری رقم خورد.

## لشکرکشی علیه دونگ ژئو
دونگ ژئو که فرمانده ای از ناحیهٔ لیانگ بود، با درخواست هو جین به پایتخت آمده و اردو زده بود. وی لیو بیان و لیو شیه را هنگام فرار پیدا کرد و به لویانگ بازگرداند. این چنین دونگ ژئو توانست اعتباری کسب کرده و خود را صدراعظم جدید خواند. از نخستین اقدامات او، برکناری لیو بیان و به قدرت رساندن لیو شیه با نام «امپراتور شیان» بود. بخاطر فضای رعب و وحشتی که دونگ ژئو به وجود آورده بود، هیچ‌کس جرأت مخالفت با او را نداشت، جز دینگ یوآن و یوآن شائو که شجاعانه با او مخالفت می‌کردند. دونگ ژو با نظر مشاورش، لی رو، دینگ یوآن را از طریق تطمیع پسر خوانده اش، لو بو، نابود کرد. اما بخاطر جایگاه خاندان یوآن، نتوانست چنین رفتاری با یوآن شائو داشته باشد و با یک فرمان از جانب امپراتوری، وِی را به فرمانداری ناحیهٔ «جی» فرستاد.
سال بعد، سائو سائو که یکی از معتمدان دونگ ژئو شده بود، با همکاری وانگ یون، وزیر کشور، توطئه ای ریخت تا دونگ ژو را ترور کند. اما نقشهٔ او شکست خورد و تحت تعقیب قرار گرفت. سائو سائو توانست به کمک چِن گونگ، خودش را به زادگاهش رسانده تا از گزند مأموران دونگ ژئو در امان باشد. سپس به کمک پدرش، جنبشی را علیه دونگ ژو آغاز کرد. به مرور زمان، فرماندهان دیگری نیز از سایر نقاط امپراتوری به سائو سائو ملحق شدند و این جنبش به یک ائتلاف بزرگ از فرماندهانی تبدیل شد که مخالف دونگ ژو بوده و خواهان برکناری او بودند. از این فرماندهان می‌توان به یوآن شائو، یوآن شو (برادر کوچکتر یوآن شائو)، سون جیان، گونگسان زان و لیو بی اشاره کرد.
سرانجام که سپاهیان سران ائتلاف برای مبارزه با دونگ ژئو گرد آمدند، به پیشنهاد سائو سائو، یوآن شائو به رهبری ائتلاف برگزیده شد. ائتلاف در ابتدا پیروزی‌های بزرگی کسب کرد. ایشان موفق شدند یکی از فرماندهان دونگ ژئو به نام «هوآ شیونگ» را شکست داده و پس از نابودی او، لو بو را مجبور به عقب‌نشینی کنند. اما با طرحی از جانب لی رو، دونگ ژو لویانگ را به آتش کشید و با انتقال دربار امپراتوری به چانگان، پایتخت را بدان جا منتقل کرد. این چنین سپاهیان ائتلاف در تصرف پایتخت ناکام مانده و جز شهری سوخته، چیزی نصیبشان نشد.
سائو سائو معتقد بود باید جنگ را تا نابودی کامل دونگ ژئو ادامه دهند، اما یوآن شائو مخالفت کرد و به بهانهٔ خستگی سپاهیان ائتلاف، به پیش روی ایشان پایان داد. سائو سائو به تنهایی به سمت چانگان لشکر کشید و با یکی از فرماندهان دونگ ژو به نام «ژو رونگ» وارد نبرد شد. هم‌زمان در اردوی ائتلاف فاجعهٔ بزرگی رخ داد. سون جیان که مهر امپراتوری را در چاهی پیدا کرده بود، حاضر نشد آن را تحویل یوآن شائو دهد و این چنین میان ایشان درگیری به وجود آمد. سون جیان به همراه مهر، مقرّ ائتلاف را ترک کرد و به چانگشا بازگشت. یوآن شائو هم برای لیو بیائو نامه ای نوشت و از او خواست مانع سون جیان شود، که البته در این امر ناکام ماند.
از طرفی دیگر، سائو سائو شکست خورده به مقرّ ائتلاف بازگشت. این شکست، به معنای پایان کار ائتلاف و ناکامی ایشان در سرنگون کردن دونگ ژئو بود. با اینکه سائو سائو شکست ائتلاف را بر گردن گرفت، اما سایر فرماندهان از جمله گونگسان زان، ناتوانی یوآن شائو در رهبری را عامل اصلی شکست ائتلاف می‌دانستند.

## پس از نبرد
یوآن شائو که بار سنگین شکست ائتلاف را بر دوش می‌کشید، دنبال راهی بود تا اعتبار خود را احیا کند. از این رو به فرمانداری ناحیهٔ جی چشم دوخت. ناحیهٔ جی در شمال رود زرد قرار داشت و بسیار پهناور و حاصل خیز بود. فرماندار جی «هان فو» نام داشت که از نزدیکان خاندان امپراتوری بود و جایگاه محترمی داشت. از این رو یوآن شائو نمی‌توانست مستقیماً با او وارد جنگ شود. از این رو برای گونگسان زان نامه ای نوشت و از او خواست به اتفاق هم به جی لشکر کشی کنند. گونگسان زان که متوجه حیلهٔ یوآن شائو نبود، طبق آنچه در قرارشان آمده بود پیش از یوآن شائو سپاه خود را حرکت داد. هان فو که متوجه پیش روی گونگسان زان شد، از یوآن شائو درخواست کرد از فرمانداری در مقابل گونگسان زان دفاع کند. یوآن شائو هم به این بهانه مقرّ فرمانداری جی را اشغال نمود تا کار هان فو به پایان رسد.
گونگسان زان که به فرمانداری رسید، از یوآن شائو سهم خود از غنایم جنگی را طلب کرد. اما یوآن شائو به این بهانه که چون جنگی رخ نداده، غنایمی هم در کار نخواهد بود، از این کار سرباز زد. گونگسان زان که تازه متوجه نیرنگ یوآن شائو شده بود، خشمگین شد و به او حمله کرد. با فرماندهان توانایی چون «وِن چو» و «یان لیانگ» یوآن شائو موفق شد گونگسان زان را شکست داده و وِی را به آستانهٔ نابودی بکشاند. اما «ژائو یون» که پیش تر سربازی در سپاه یوآن شائو بود، به گونگسان زان ملحق شد و او را نجات داد. این چنین هیچ‌یک از دو طرف که به هدف خود نرسیده بودند، وارد جنگ‌هایی فرساینده شدند. در این زمان، دونگ ژو که از درگیری سران ائتلاف خوشحال بود، حکم فرمانداری ناحیهٔ جی را برای یوآن شائو و حکم فرماندهی پیش قراول سپاه امپراتوری را برای گونگسان زان صادر کرد تا به جنگ میان ایشان پایان داده و دو تن از مخالفانش را به راه خود بیاورد.
اما این برای یوآن شائو کافی نبود و او همچنان به سرزمین‌های دیگر چشم داشت. از این رو سپاهی را به فرماندهی پسر بزرگش «یوآن تان» به ناحیهٔ بِی‌های که آن زمان تحت فرمان کونگ رونگ بود، فرستاد و آنجا را هم به اشغال خود درآورد. این چنین یوآن شائو به قدرتمندترین فرمانده در سرزمین‌های شمالی تبدیل شد.

## نبرد با سائو سائو
پس از کشته شدن دونگ ژو، «لی جوئه» که از پیروانش بود توانست قاتلان دونگ ژئو را سرکوب کرده و کنترل دربار امپراتوری را در دست بگیرد. اما یانگ فِنگ علیه او شورید و او کنترل دربار را از دست داد. امپراتور شیان که برای در امان ماندن از درگیری میان لی جو و یانگ فِنگ، به پایتخت سابق، لوئویانگ، بازگشته بود، در معرض خطرات بسیاری قرار داشت. اما سائو سائو با زیرکی خود لوئویانگ را که پیش تر تنها ویرانه ای بود، تصرف کرد تا این چنین امپراتور را نجات داده و به نخست‌وزیری برگزیده شود. این برای یوآن شائو قابل قبول نبود؛ زیرا جدای از رابطهٔ دوستانهٔ میان این دو، یوآن شائو خود را از سائو سائو برتر می‌دانست و خود را برای نخست‌وزیری شایسته‌تر می‌دید.
با این حال چند سالی میان این دو صلحی شکننده برقرار بود. سائو سائو به عنوان نخست‌وزیر، با مشکلاتی چون شورش لو بو و ادعای امپراتوری جدید از جانب یوآن شو مواجه بود و فرصتی برای کشورگشایی نداشت. اما یوآن شائو توانست قلمرو خود را بسیار گسترش دهد و سپاهی بزرگ گرد آورد. سرانجام پس از سرکوب یوآن شو، لیو بی که پیش تر در خدمت نخست‌وزیر بود، به او پشت کرد و به یوآن شائو نامه ای نوشت و اعلام کرد آماده است تا به او ملحق شود. یوآن شائو که از لیو بی بابت مرگ برادرش خشمگین بود، ابتدا این پیشنهاد را نپذیرفت. اما بعد که متوجه شد این به معنای ضعیف شدن سائو سائو و قدرتمندتر شدن خودش است، لیو بی را به خدمت گرفت و علیه سائو سائو، اعلان جنگ کرد.
یوآن شائو مشاوران کاردان بسیاری چون جو شو، تیان فِنگ، ژو یو، گو تو و پانگ جی داشت، اما نمی‌توانست از ایشان هیچ بهره ای ببرد؛ زیرا ایشان همواره اختلاف نظر داشتند و چون حاضر به قبول نظر دیگری نبودند، هیچ‌گاه به توافق نمی‌رسیدند. یوآن شائو نیز به تبع آنها دچار سردرگمی می‌شد. در مقابل سائو سائو توانسته بود حلقهٔ مشاوران کارایی تشکیل دهد که در مورد مسائل مختلف تا رسیدن به یک نتیجهٔ نهایی، با یکدیگر مذاکره کرده و نظرات یکدیگر را بررسی می‌کردند. برای مثال دربارهٔ همین درگیری، نظر کونگ رونگ توقف جنگ بود، اما ژون یو اعتقاد داشت جنگ باید ادامه پیدا کند و توانست سایرین را متقاعد بسازد. اما مشاوران یوآن شائو تنها با یکدیگر جدل کرده و دشمنی می‌ورزیدند.
در جریان نبرد لیانگ، با اینکه هیچ طرف به پیروزی دست نیافت، اما سائو سائو توانست مواضع خود را تحکیم کند. این موضوع به معضلی میان مشاوران یوآن شائو تبدیل شد. هیچ‌یک حاضر به پذیرش اشتباهاتشان نبودند و تقصیر را گردن دیگری می‌انداختند. این اختلافات تا جایی پیش رفت که پانگ جی نزد یوآن شائو از تیان فِنگ بدگویی کرد و سبب مرگ او شد. ژون یو دربارهٔ پانگ جی گفته است: «شجاع است، اما توان پذیرش نظر سایرین را ندارد.»
پس از این نبرد، پسر سوم یوآن شائو «یوآن شانگ» سخت بیمار شد و یوآن شائو دستور توقف نبرد را داد. جو شو که توقف نبرد بخاطر بیماری یک نفر را صلاح نمی‌دانست، به یوآن شائو اعتراض کرد. اما یوآن شائو به‌جای پذیرش نظر مشاورش، بر او خشم گرفت و او را از خود راند. همچنین چون گوآن یو، برادر قسم خوردهٔ لیو بی، آن زمان در خدمت سائو سائو بود، لیو بی را خائن خواند و دستور اعدام او را صادر کرد. اما لیو بی توانست بگریزد و یوآن شائو فرماندهٔ توانای دیگری را هم از دست داد.
در مقابل سائو سائو با بحران‌های شدیدی روبرو بود. شمار سپاهیان یوآن شائو بیش از صد هزار تن بود، اما سپاهیان نخست‌وزیر از ثلث این هم کمتر بود. هم چنین سپاه نخست‌وزیر دیگر آذوقه‌ای برای ادامهٔ جنگ نداشت. ژون یو توانست در مدت کوتاهی از نزدیک‌ترین منابع، آذوقهٔ کافی برای کمتر از یک ماه سپاهیان سائو سائو را فراهم آورد. گو جیا هم با نهایت دقت و فراست طرح‌هایی برای این نبرد سرنوشت ساز ریخت.
با رسیدن نوامبر سال ۲۰۰، جنگ آغاز شد. شرایط به گونه‌ای بود که اگر سائو سائو شکست می‌خورد، قطعاً پایتخت را از دست داده و از نخست‌وزیری سرنگون می‌شد. با این حال سائو سائو تصمیمی برای تسلیم شدن نداشت. در مقابل یوآن شائو که اکثر مشاوران و فرماندهانش را از دست داده بود، صرفاً با اتکا به‌شمار زیاد سپاهیان قدم در میدان گذاشت. در نبرد «گوآندو» یوآن شائو شکست سختی خورد و رسوایی بزرگی در تاریخ از خود به یادگار گذاشت. اما سائو سائو پیروز شد و قدرتش به حدی رسید که تا پیش از نبرد صخره سرخ، فرمانده‌ای شکست ناپذیر شناخته می‌شد.

## مرگ و میراث
یوآن شائو تا دو سال پس از گوآندو زنده بود، اما ضربه‌ای که از شکست خورده بود، چنان سنگین بود که هیچ‌گاه نتوانست به بازسازی سپاه خود اقدام کند. در این شرایط، پسر بزرگ «یوآن تان» که باید قلمروی پدر را ادارهٔ می‌کرد، با سائو سائو صلح کرد و به فرمان او شد. اما پسر سوم «یوآن شانگ» این را برنتابید و علیه برادرش شورش کرد. یوآن شائو درگیری پسرانش را می‌دید، اما توان هیچ کاری نداشت. از طرف دیگر سائو سائو هم منتظر ماند تا ایشان خود سبب نابودی یکدیگر شوند. در نتیجهٔ جنگ داخلی خاندان یوآن، قدرت این خاندان از بین رفت و قلمرویشان کاملاً در اختیار سائو سائو قرار گرفت.
به فرمان سائو سائو، «بانو ژِن» که همسر پسر دوم یوآن شائو «یوآن شی» بود، پس از آنکه یوآن شی بدون خانواده‌اش از مقر خود گریخت، با پسرش «سائو پی» ازدواج کرد. نتیجهٔ این ازدواج، «سائو روی» بود؛ البته که پدر سائو روی، یوآن شی بود، زیرا سائو پی بخاطر بیماری قدرت فرزندآوری نداشت.